# Star Trek: Deep Space Nine
Star Trek: Deep Space Nine, nota nel fandom anche con la sigla DS9 o DSN, è una serie televisiva di fantascienza del franchise di Star Trek, trasmessa dal 1993 al 1999. È la terza serie televisiva live action ambientata nell'universo fantascientifico di Star Trek, la quarta se si considera anche la serie animata.
Deep Space Nine è stata l'unica serie di Star Trek a essere ambientata non a bordo di un'astronave ma all'interno di una stazione spaziale, Deep Space Nine, appunto.

## Trama
La stazione spaziale Deep Space Nine è situata nell'orbita del pianeta Bajor, ai turbolenti confini tra lo spazio della Federazione dei Pianeti Uniti e quello dell'Unione Cardassiana. La stazione, costruita su progetto cardassiano (il suo nome originale cardassiano era Terok Nor), è stata ceduta al controllo della Federazione con un trattato a seguito della fine di una sanguinosa guerra e della brutale occupazione del vicino Bajor.
Nelle sue vicinanze vi è l'unico tunnel spaziale stabile conosciuto che sbuca nel Quadrante Gamma, all'interno del quale vive una specie aliena incorporea adorata dai Bajoriani come divinità con il nome di Profeti di Bajor. Il comandante di Deep Space Nine entra in contatto con questi alieni e viene investito della carica di "Emissario", il che lo pone in una condizione, inizialmente malvista dalla Federazione, di riferimento religioso per i Bajoriani.
La presenza del tunnel spaziale bajoriano favorisce inoltre il contatto con specie sconosciute che abitano il Quadrante Gamma. In particolare la Federazione e le altre organizzazioni del quadrante Alpha, verranno in contatto con i Fondatori, specie mutaforma a capo di un impero conosciuto con il nome di Dominio, il che porterà alla Guerra del Dominio, che vedrà contrapposti gli schieramenti dei Fondatori, supportati dalle specie da loro assoggettate dei Jem'Hadar e dei Vorta, alleati con Cardassiani e Breen, e quello composto da Federazione, Impero Klingon e Impero Romulano.

## Episodi
| Stagione         | Episodi | Prima TV Originale | Prima TV Italia |
| ---------------- | ------- | ------------------ | --------------- |
| Prima stagione   | 20      | 1993               | 1995            |
| Seconda stagione | 26      | 1993-1994          | 1996            |
| Terza stagione   | 26      | 1994-1995          | 1997-1998       |
| Quarta stagione  | 26      | 1995-1996          | 2000-2001       |
| Quinta stagione  | 26      | 1996-1997          | 2001            |
| Sesta stagione   | 26      | 1997-1998          | 2001-2002       |
| Settima stagione | 26      | 1998-1999          | 2002            |

## Personaggi e interpreti
- Benjamin Sisko (stagioni 1-7), interpretato da Avery Brooks e doppiato da Fabrizio Temperini.
È il comandante della stazione, trasferitosi sulla stazione spaziale Deep Space Nine dopo la tragica morte della moglie avvenuta durante la Battaglia di Wolf 359. Promosso a capitano, avrà un ruolo chiave nella Guerra del Dominio. Sisko vive sulla stazione spaziale col figlio Jake.
- Odo (stagioni 1-7), interpretato da René Auberjonois e doppiato da Guido Cerniglia (st. 1-3) e da Oliviero Dinelli (st. 4-7).
È il capo della sicurezza della stazione. È un cambiante (o mutaforma) dalle origini inizialmente misteriose.
- Julian Bashir (stagioni 1-7), interpretato da Siddig El Fadil e doppiato da Gianni Bersanetti.
È il giovane medico di bordo, innamorato della tenente Dax.
- Jadzia Dax (stagioni 1-6), interpretata da Terry Farrell e doppiata da Roberta Pellini.
È una trill, il cui simbionte era appartenuto a Curzon Dax, vecchio amico del comandante Sisko.
- Jake Sisko (stagioni 1-7), interpretato da Cirroc Lofton e doppiato da Massimiliano Alto.
È il giovane figlio del comandante Sisko.
- Miles O'Brien (stagioni 1-7), interpretato da Colm Meaney e doppiato da Emilio Cappuccio.
Personaggio già presente nella serie The Next Generation, è il capo operazioni della stazione. Spesso si rivolgono a lui come "Capo" o "Capo O'Brien".
- Quark (stagioni 1-7), interpretato da Armin Shimerman e doppiato da Giulio Platone (st. 1-6) e da Luca Dal Fabbro (st. 7).
È il proprietario di un locale sulla stazione, è un Ferengi avido e disonesto.
- Kira Nerys (stagioni 1-7), interpretata da Nana Visitor e doppiata da Monica Gravina.
Ufficiale della Milizia Bajoriana dalla giovinezza passata nella Resistenza bajoriana.
- Worf (stagioni 4-7), interpretato da Michael Dorn e doppiato da Paolo Marchese.
È un ufficiale klingon già presente in Star Trek: The Next Generation.
- Ezri Dax (stagione 7), interpretata da Nicole de Boer e doppiata da Paola Majano.
È il nuovo ospite del simbionte Dax.

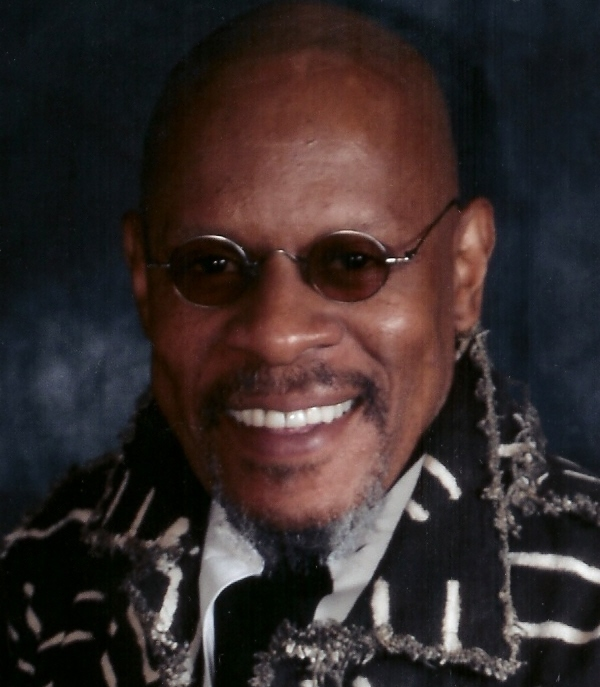
Avery Brooks interpreta Benjamin Sisko
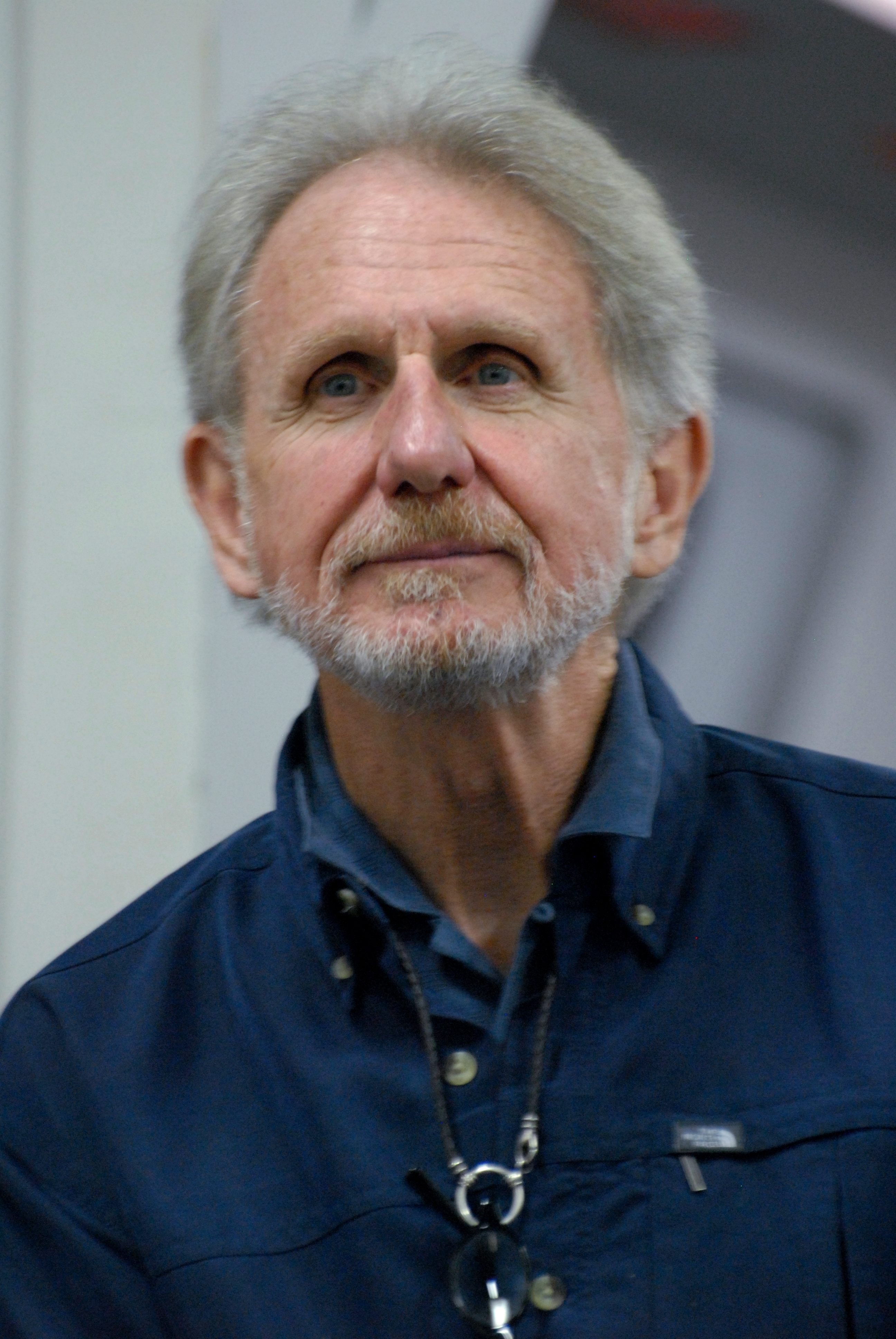
René Auberjonois interpreta Odo
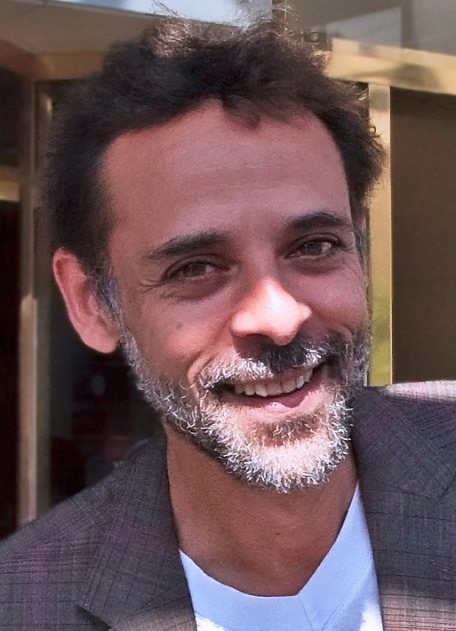
Alexander Siddig interpreta Julian Bashir
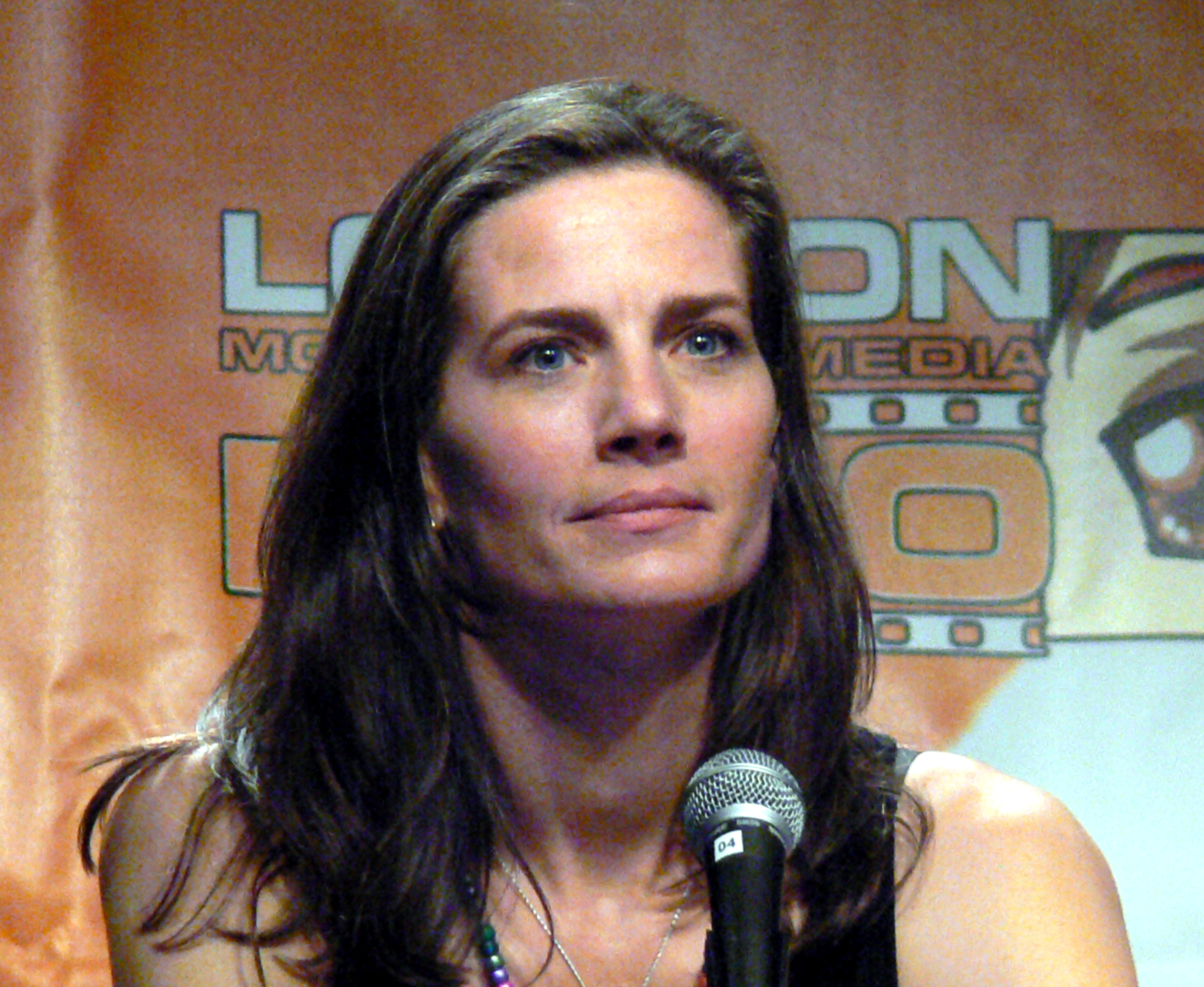
Terry Farrell interpreta Jadzia Dax
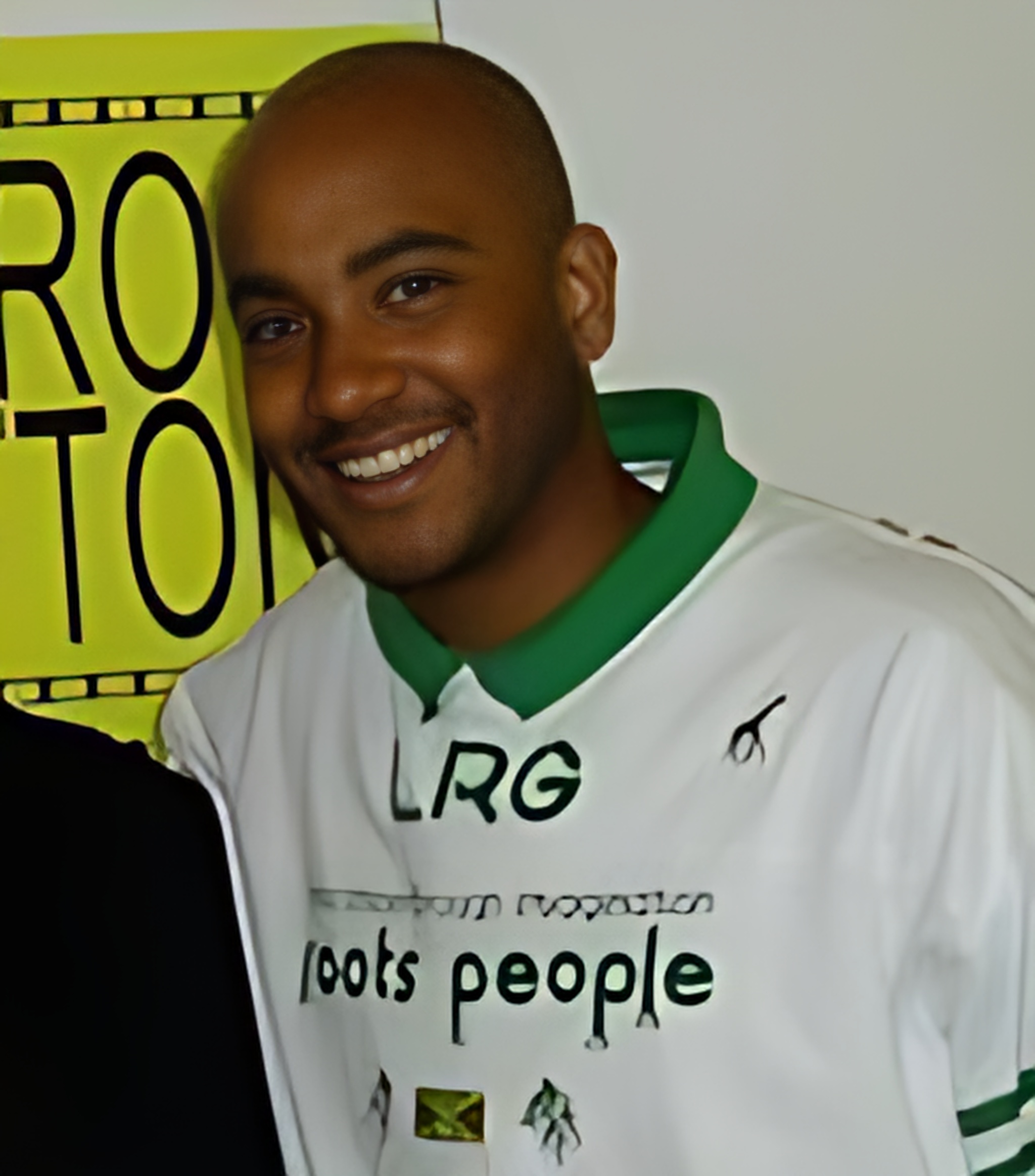
Cirroc Lofton interpreta Jake Sisko
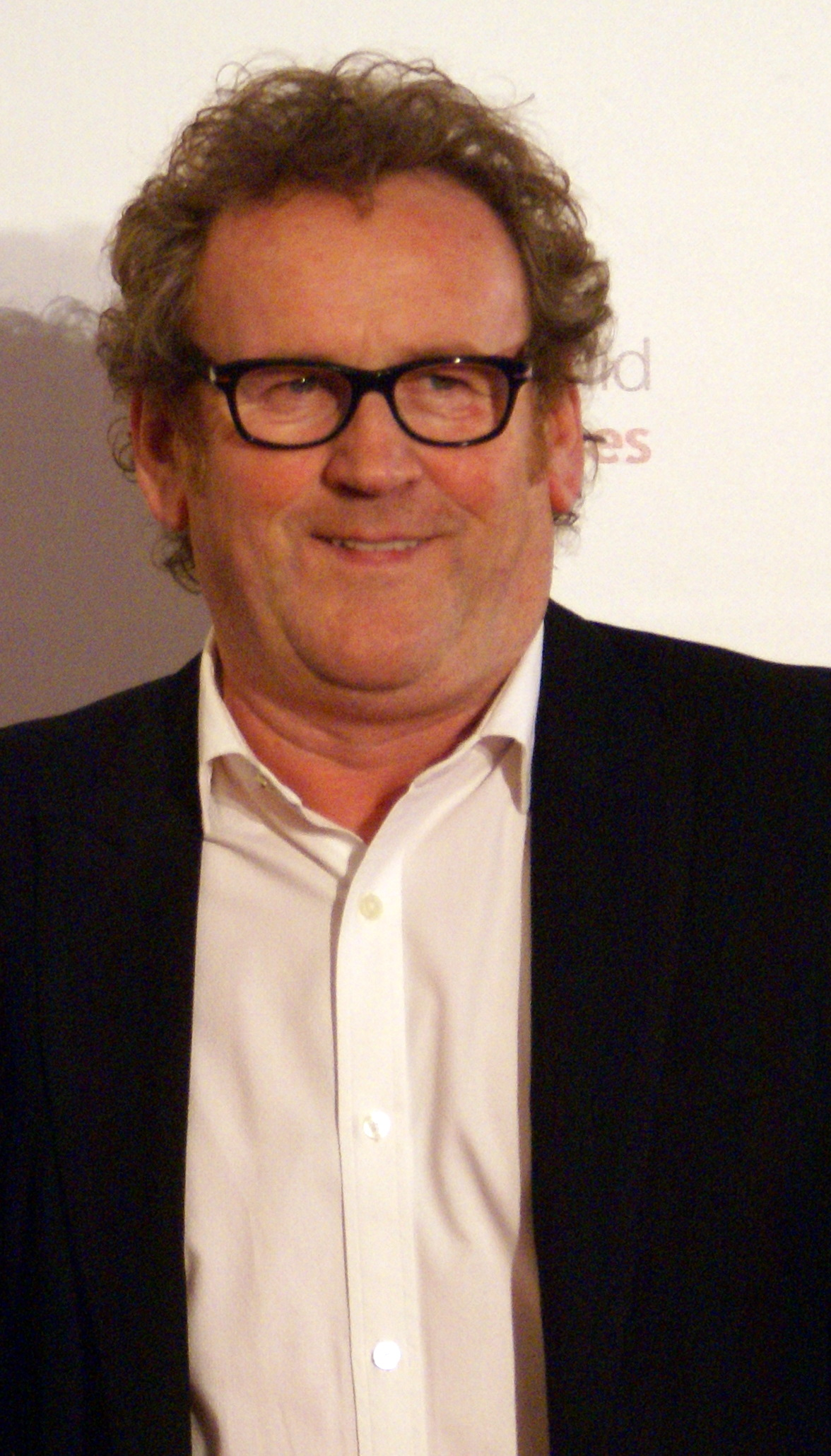
Colm Meaney interpreta Miles O'Brien
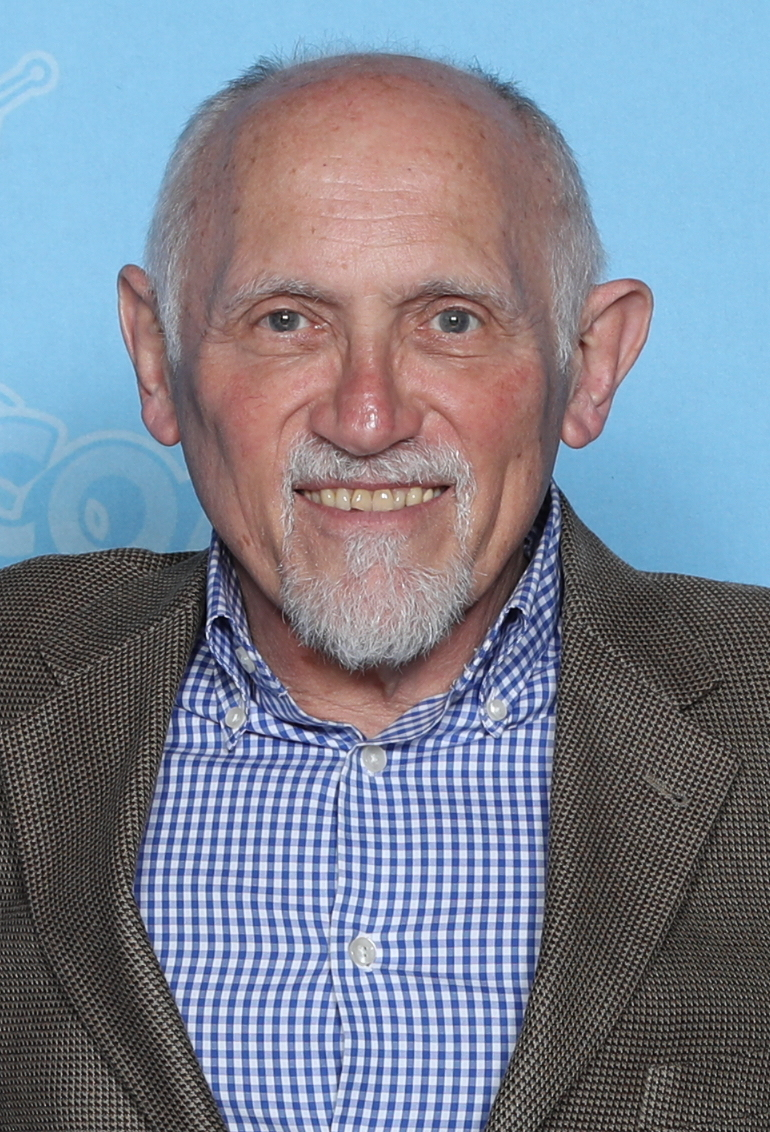
Armin Shimerman interpreta Quark
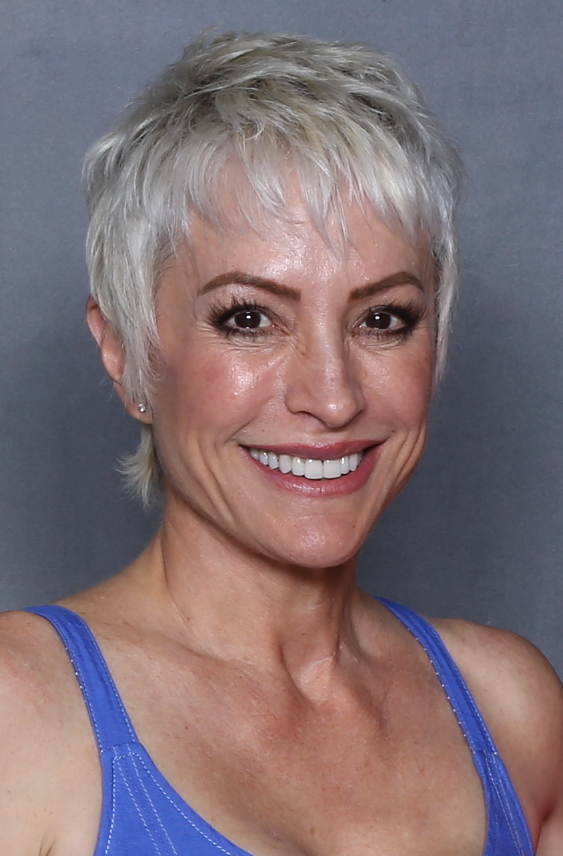
Nana Visitor interpreta Kira Nerys
Michael Dorn interpreta Worf
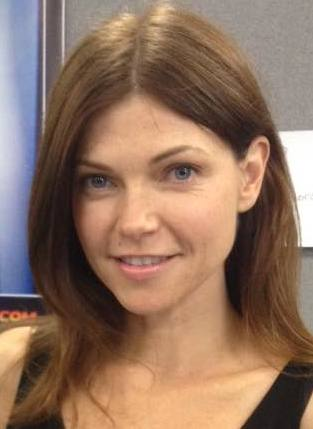
Nicole de Boer interpreta Ezri Dax

## Produzione
Deep Space Nine è stata la seconda serie ambientata nell'universo di Star Trek ad usare immagini generate al computer (computer-generated imagery, CGI) per le scene ambientate nello spazio aperto. Anche se altre televisive, come ad esempio SeaQuest DSV, Space: Above and Beyond e Babylon 5, avevano usato la CGI esclusivamente per risparmiare sul costo elevato della fotografia, il franchise di Star Trek ha proseguito l'utilizzo di questa tecnologia, perché si è ritenuto che fornisse più realismo allo spettatore. Star Trek: Deep Space Nine ha iniziato a usare Foundation Imaging and Digital Muse nel 1997 (stagioni 6-7), per i suoi effetti come parte della trama in corso della guerra del Dominio della stazione. Tuttavia, la stazione Deep Space Nine stessa è rimasta un modellino fisico per tutta la durata della serie, tranne per la scena finale dell'ultimo episodio.
Nell'ottobre 2006, il modellino della stazione è stato venduto per 132000 $ a un'asta presso la casa d'aste Christie's di New York.

## Distribuzione
È stata messa in onda per la prima volta il 3 gennaio 1993 negli Stati Uniti, due anni dopo la morte di Gene Roddenberry, l'ideatore di Star Trek, avvenuta nel 1991. Deep Space Nine è stata prodotta in sette stagioni e trasmessa in prima visione negli USA dal 1993 al 1999, per lasciare il testimone alla serie parallela Star Trek: Voyager iniziata nel frattempo nel 1995.
La serie doppiata in italiano è stata trasmessa una prima volta dalla Rai nel 1995 fino alla terza stagione. Una trasmissione via satellite dell'intera serie è avvenuta sul canale Jimmy a partire dal 2001, con gli episodi non doppiati trasmessi sottotitolati. Il doppiaggio italiano è stato realizzato dalla Società Attori Sincronizzatori (stagioni 1-3) e da La BiBi.it (stagioni 4-7).
Per l'home video in Italia la serie Star Trek: Deep Space Nine non è stata distribuita in VHS, tranne l'episodio pilota; per i fan della serie è stato possibile acquistare gli episodi solo successivamente, quando la Paramount ha prodotto i 7 cofanetti DVD, uno per ogni stagione, doppiando gli episodi ancora non tradotti in italiano. Dal 2006 gli episodi delle sette stagioni di Star Trek: Deep Space Nine sono stati distribuiti in edicola come inserto del settimanale Panorama e la serie è anche stata trasmessa in chiaro su LA7 in seconda serata.

## Opere derivate (parziale)

### Videogiochi
- Star Trek: DS9 Harbinger (1995)
- Star Trek: Dominion Wars (2001)
- Star Trek DS9: The Fallen